# 爆上戰隊BoonBoomger 劇場BOON！PROMISE THE CIRCUIT
《爆上戰隊奔奔者 劇場BOON！PROMISE THE CIRCUIT》（日语：爆上戦隊ブンブンジャー 劇場BOON! プロミス・ザ・サーキット），是日本特攝節目《爆上戰隊奔奔者》於2024年7月26日上映的劇場版作品。
此外日本同步上映《假面騎士GOTCHARD》劇場版《假面騎士GOTCHARD The Future Daybreak》。

## 本作特色
- 繼《炎神戰隊轟音者 BUNBUN!BANBAN!劇場BANG!!》、《劇場版 獸電戰隊強龍者 GABURINCHO OF MUSIC》、《騎士龍戰隊龍裝者 THE MOVIE 時空穿梭！恐龍大恐慌!!》及前作《電影 王樣戰隊帝王者 冒險王國》後，第五次出現於劇場版的主要人物於後續本篇劇集再度登場。

## 用語
惑星托里庫爾（惑星トリクル）
尼可拉公主所居住的星球。

## 登場角色

### 爆上戰隊奔奔者
範道 大也／ Bun Red
演：井内悠陽
鳴田 射士郎／ Bun Blue
演：葉山侑樹
志布戶 未來／ Bun Pink
演：鈴木美羽
阿久瀨 錠／ Bun Black
演：齋藤璃佑
振騎 玄蕃／ Bun Orange
演：相馬理
焰 先斗／ Bun Violet
演：宮澤佑
細武 調
演：Hashiyasume Atsuko
奔多里奧·奔德拉斯
聲：松本梨香
飆·迪塞爾
聲：花江夏樹

### 本作登場角色
尼可拉公主
演：伊礼姫奈
惑星托里庫爾（惑星トリクル）的王女。
於本篇爆上45及《爆上戰隊BoonBoomger VS 帝王者》再度登場。
HIKAKIN
演：HIKAKIN

## 製作團隊
- 原著 - 八手三郎
- 腳本 - 富岡淳廣
- 音樂 - 池田善哉
- 動作監督 - 渡邊淳
- 監督 - 中澤祥次郎

## 外部連結
官方網站